# Mortier et pilon
Pour les articles homonymes, voir Mortier et Pilon.

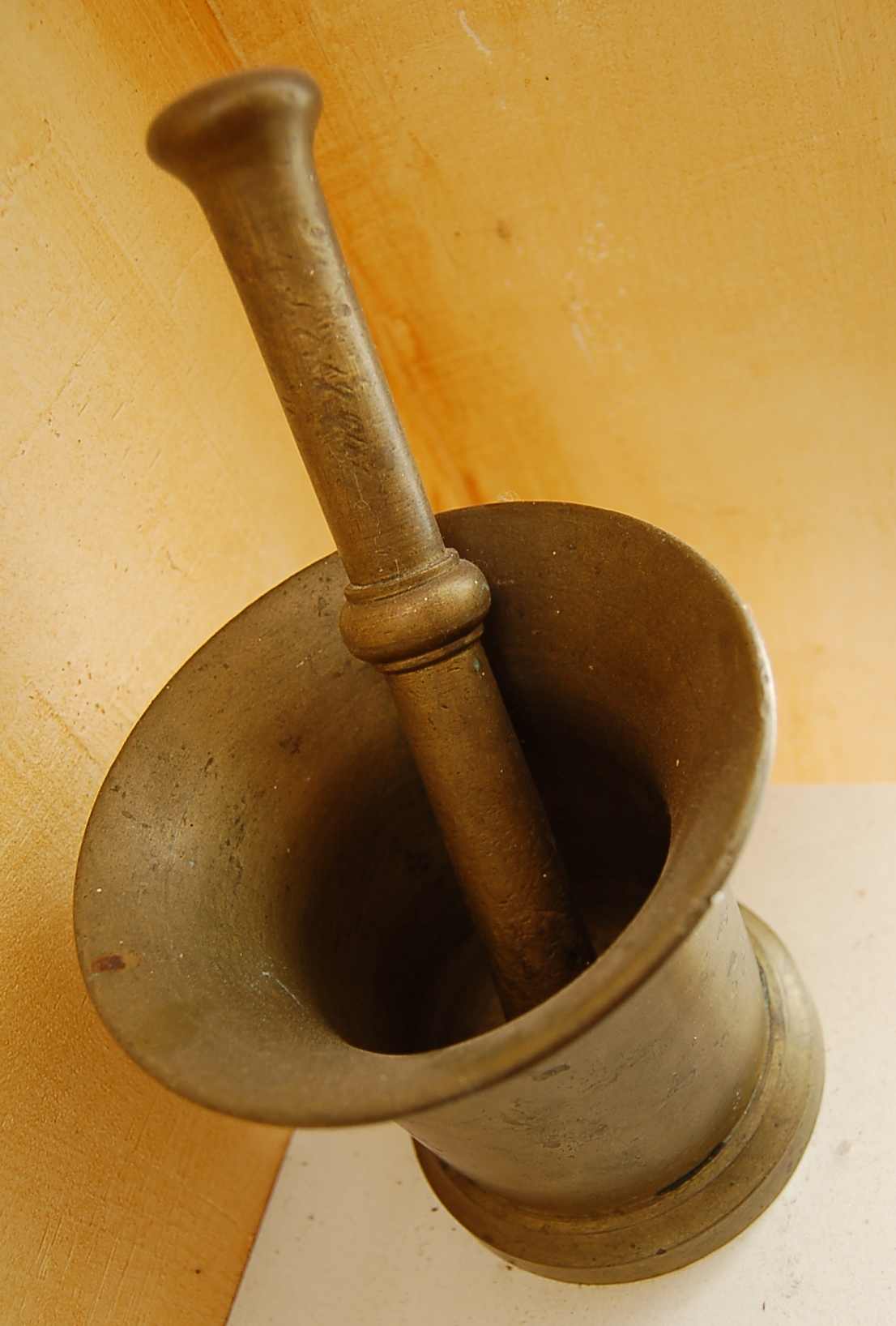
Mortier et pilon.

Le mortier est un récipient permettant de broyer des matières que l'on veut transformer en pâte ou en poudre grâce à l'action d'un pilon, élément « mobile » (ou percutant) plus ou moins cylindrique (s'il est plat ou arrondi, on l'appelle molette). Mortier et pilon sont souvent fabriqués en pierre, en bois, en céramique ou porcelaine, en métal ou en verre.
L'action réalisée lors de l'utilisation de ces ustensiles est appelée trituration.
Le mortier tient son nom du latin mortarium tandis que le pilon tire le sien du verbe latin pilare, signifiant « appuyer fortement ».

## Histoire

### Préhistoire
Le mortier préhistorique se développe tardivement. Il est lié au passage d'une économie de chasseurs-cueilleurs à celle d’agriculteurs, et a plusieurs types d'utilisation : broyage de matériaux, broyage de nourriture et instrument de musique (voir plus bas la section « Instruments de musique »).
Le site natoufien de Raqefet (en Israël) a livré des traces de fermentation de céréales dans des mortiers creusés directement dans la roche.

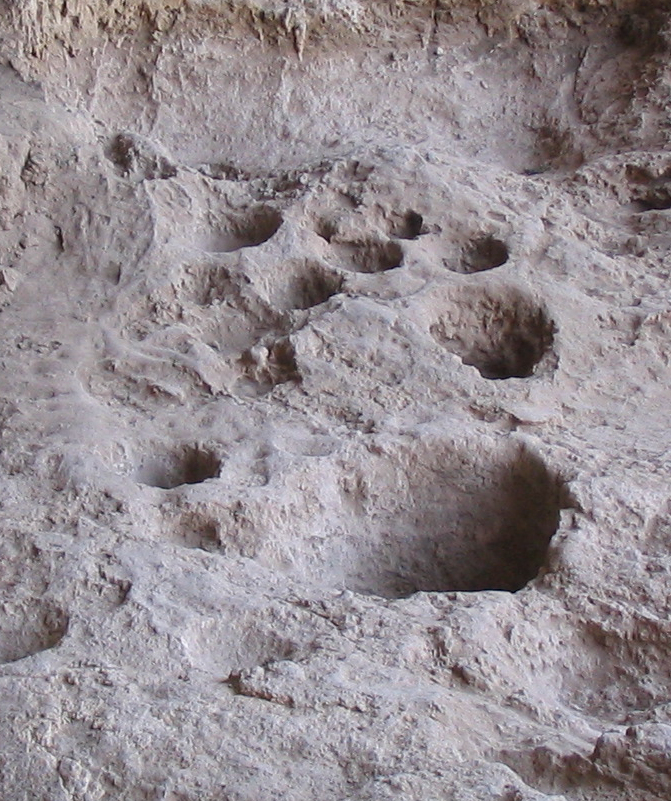
Mortiers creusés dans le sol rocheux, Raqefet, site natoufien (Israël)
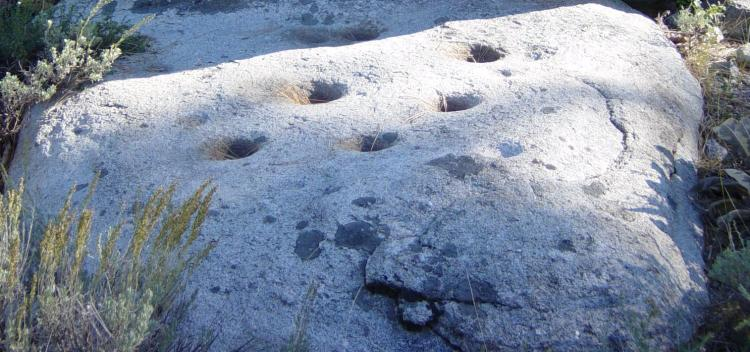
Mortiers à glands, Californie

### Construction
Le latin mortarium, désigne d'abord l'auge du maçon, puis son contenu. Cette distinction nous est restée puisque le terme mortier désigne le récipient et son contenu. Le mortellier désigne le fabricant d'auges de pierre qu'on appelle mortiers et ensuite celui qui brise certaines pierres dures pour en faire du ciment, constitue une des premières organisations de métier, entérinée par le Livre des métiers d'Étienne Boileau, rédigé en 1268.
Louis Vicat, lorsqu'il expérimente les mortiers, fait encore usage de mortiers en fonte et pilons en fer au XIXe siècle.

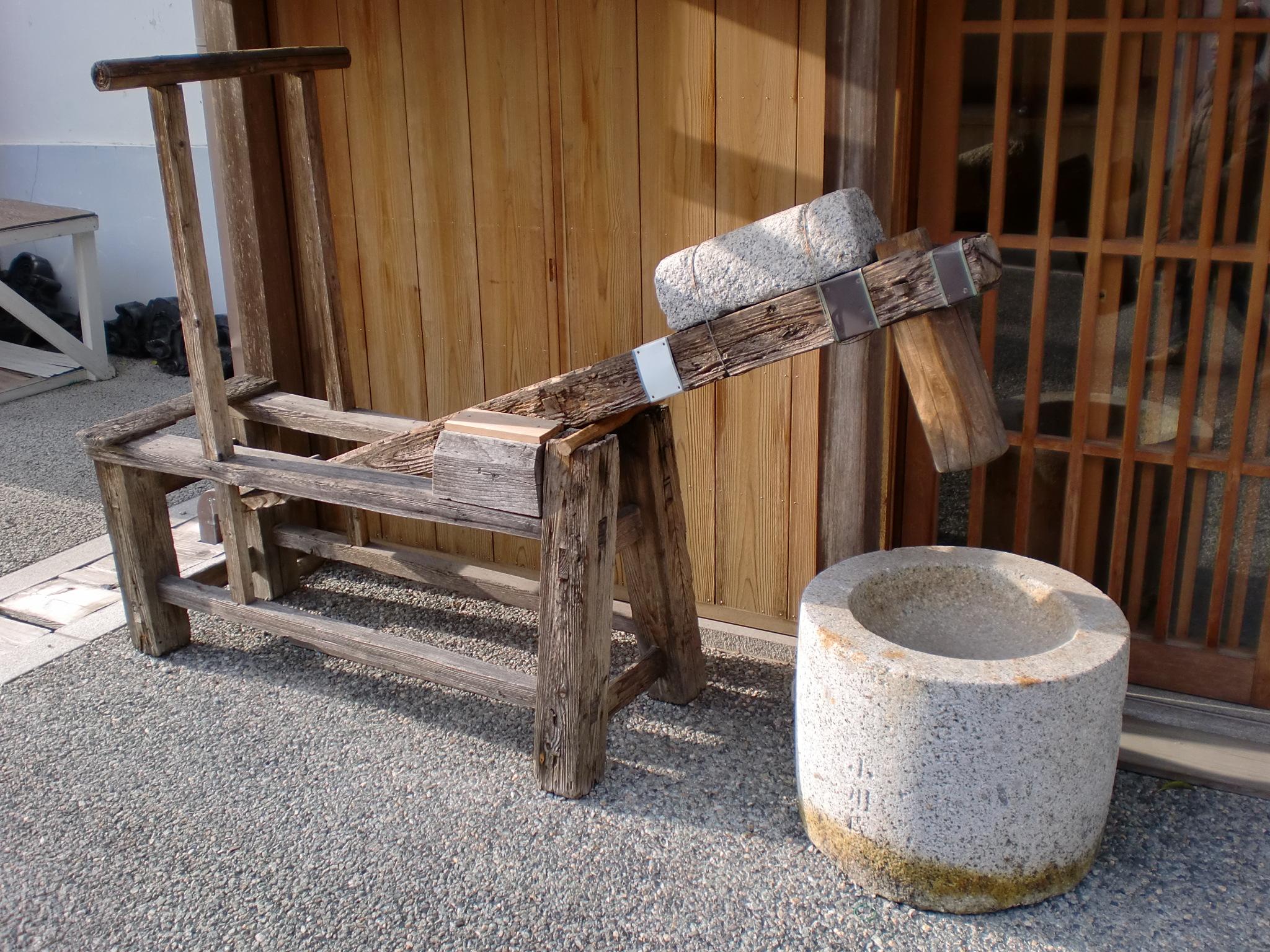
Mortier et pilon mécanique (Japon)

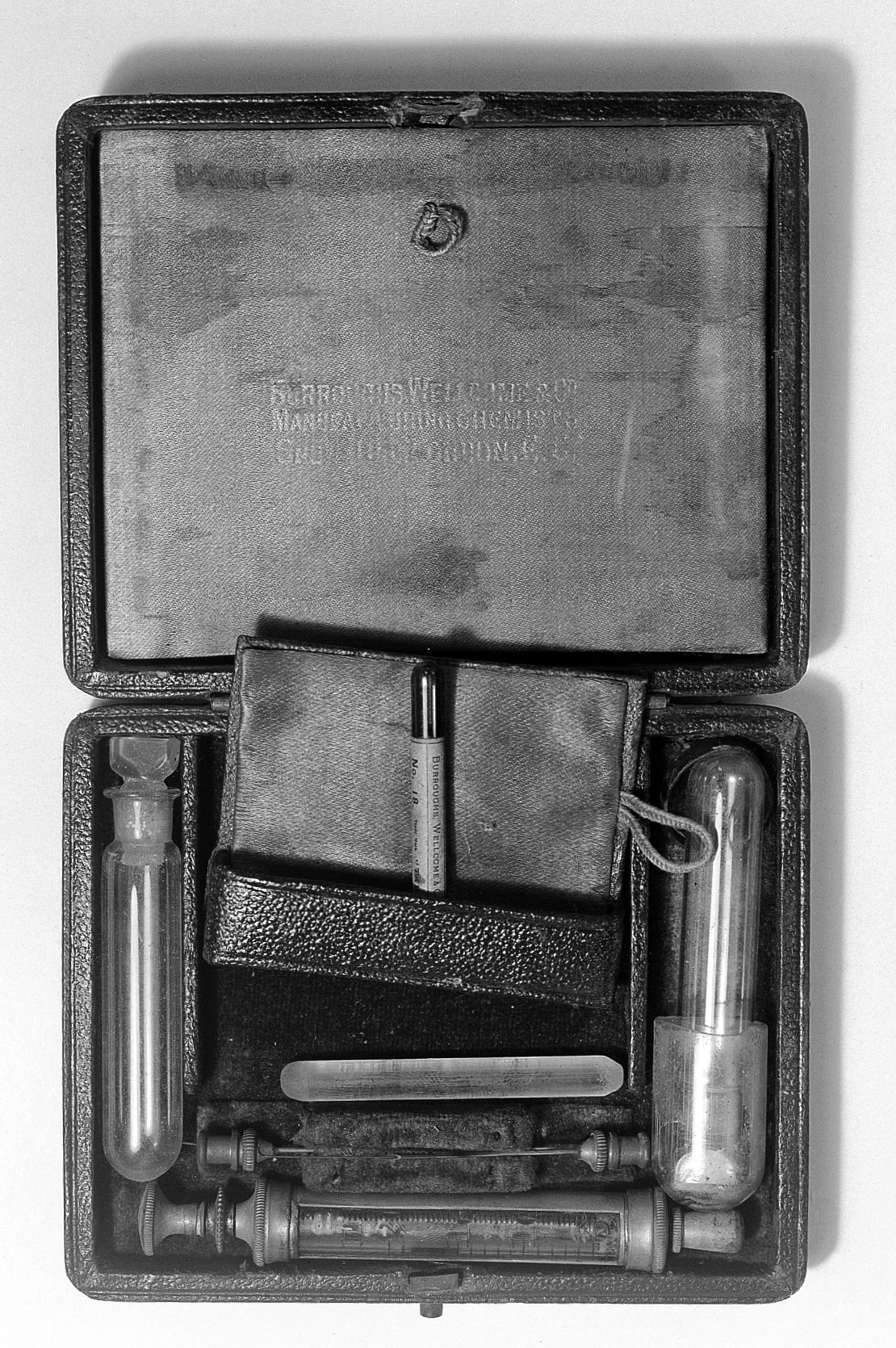
Mortier en verre dans une pochette de transport

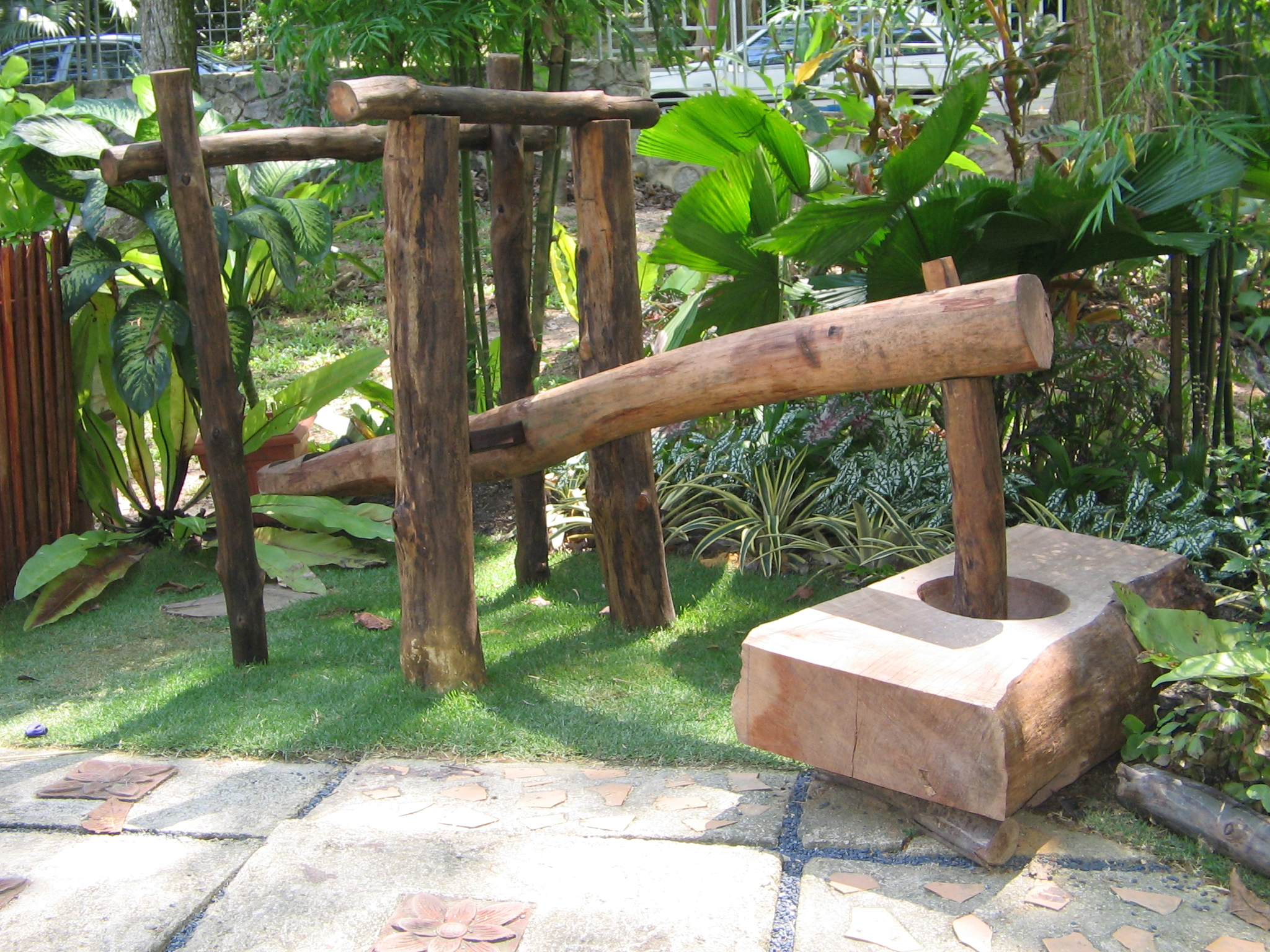
Mortier et pilon mécanique (Malaisie)

## Pharmacie
Mortier et pilon sont utilisés depuis la Préhistoire pour piler divers produits de la pharmacopée en vue de préparations pharmaceutiques. Dans l'Antiquité, ce sont les apothicaires et les préparateurs en pharmacie.
Ils sont un des symboles les plus fréquents des préparateurs à travers le monde.

## Cuisine

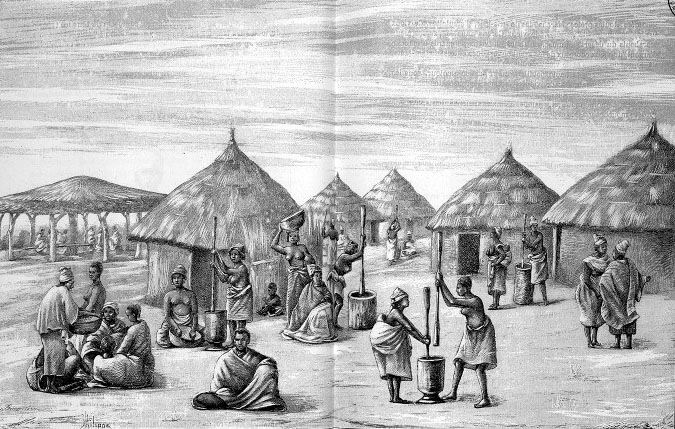
« L'horrible danse du pilon »
(dans Colonel Frey, Côte occidentale d'Afrique, 1890).

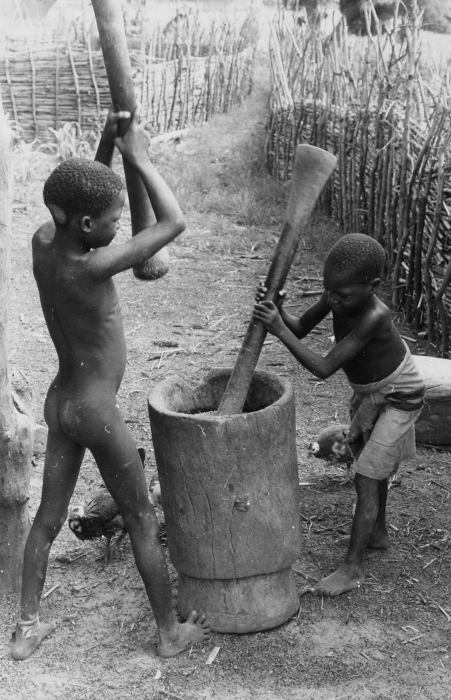
Deux enfants pilant au mortier, Côte d'Ivoire (1966)

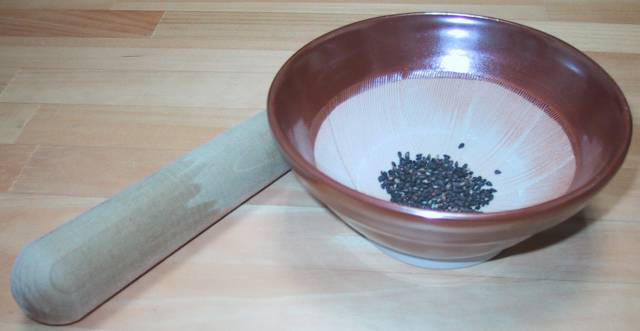
Suribachi

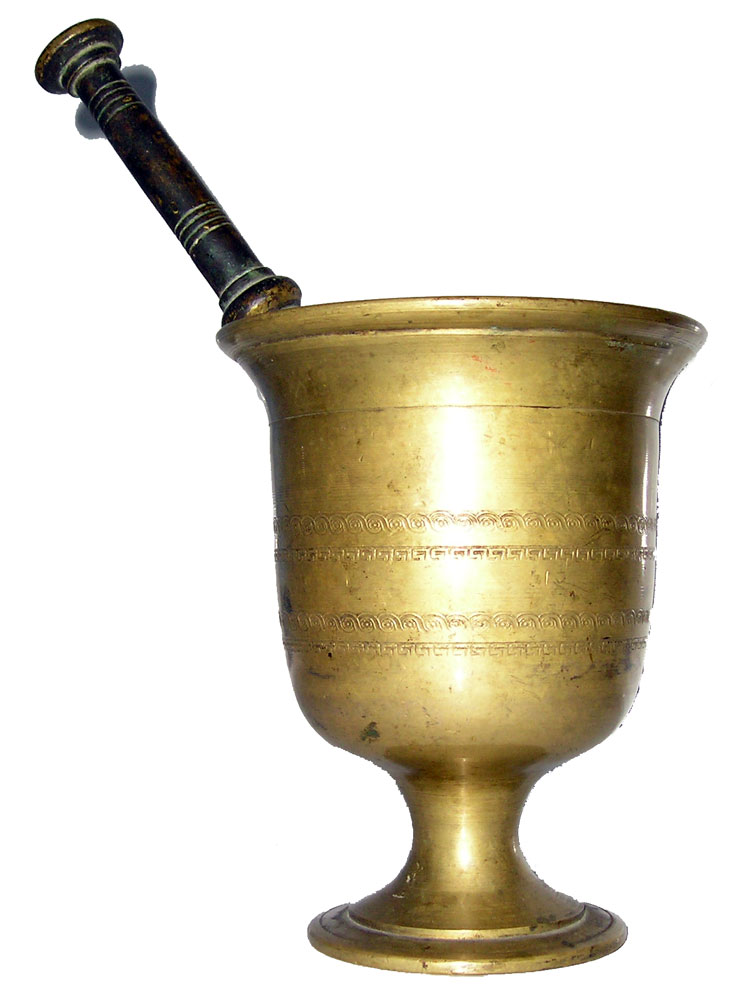
Mortier et pilon.

Les mortiers sont utilisés dans les sociétés traditionnelles pour broyer les grains en l'absence de moulin, ou pour des préparations culinaires plus délicates : mélanges d'épices de la cuisine indienne, aïoli et pistou - ce dernier doit d'ailleurs son nom au pilon, ou « piston ».
Les pilons ont soit un bout rond soit un bout plat. Les bouts ronds permettent de mieux écraser les épices ou les herbes aromatiques dans un mortier tandis que les bouts plats fonctionnent mieux dans un verre pour faire un cocktail ou pour casser de gros éléments (ex. Millet). Les bouts plats sont souvent équipés de picots qui facilitent le travail en évitant au pilon de glisser.
Les matériaux durs et non-absorbants (ex. inox, céramique, verre) sont préférables car ils ne s'imprègnent pas de la préparation et permettent ainsi de ne pas mélanger les saveurs. Toutefois ils sont souvent plus chers. Le bois, en revanche, peut être plus simple à utiliser pour les herbes aromatiques, car elles ont tendance à glisser sur de l'inox ou du verre lisse (cf. mortier japonais plus bas pour remédier à ce problème). La céramique peut se briser en cas de chute du pilon.
Au Japon, de très larges mortiers sont utilisés pour la préparation du mochi. Des mortiers de taille plus habituelle, mais dont le fond est garni d'épaisses stries pour broyer le grain, sont appelés suribachi et le pilon surikogi. Les Japonais utilisent également une sorte de mortier allongé appelé yagen, dans lequel le pilon est remplacé par une roue. On peut l'observer dans plusieurs mangas.
Un bon mortier est lourd pour éviter qu'il ne dérape ou bascule, et a des bords hauts pour éviter que la préparation n'en sorte lors de sa confection.
Les mortiers traditionnels mexicains, faits de basalte, sont appelés molcajetes.
Le mortier maghrébin (mehraz) est le plus souvent en métal ; il peut être en pierre dans certaines zones rurales. Il est utilisé pour piler les épices ou pour préparer une pâte composée d'épices et d'ail. Le mortier est très utilisé dans les cuisines traditionnelles du Maghreb.
À La Réunion, le mortier est appelé « pilon » et le pilon est appelé « kalou ».

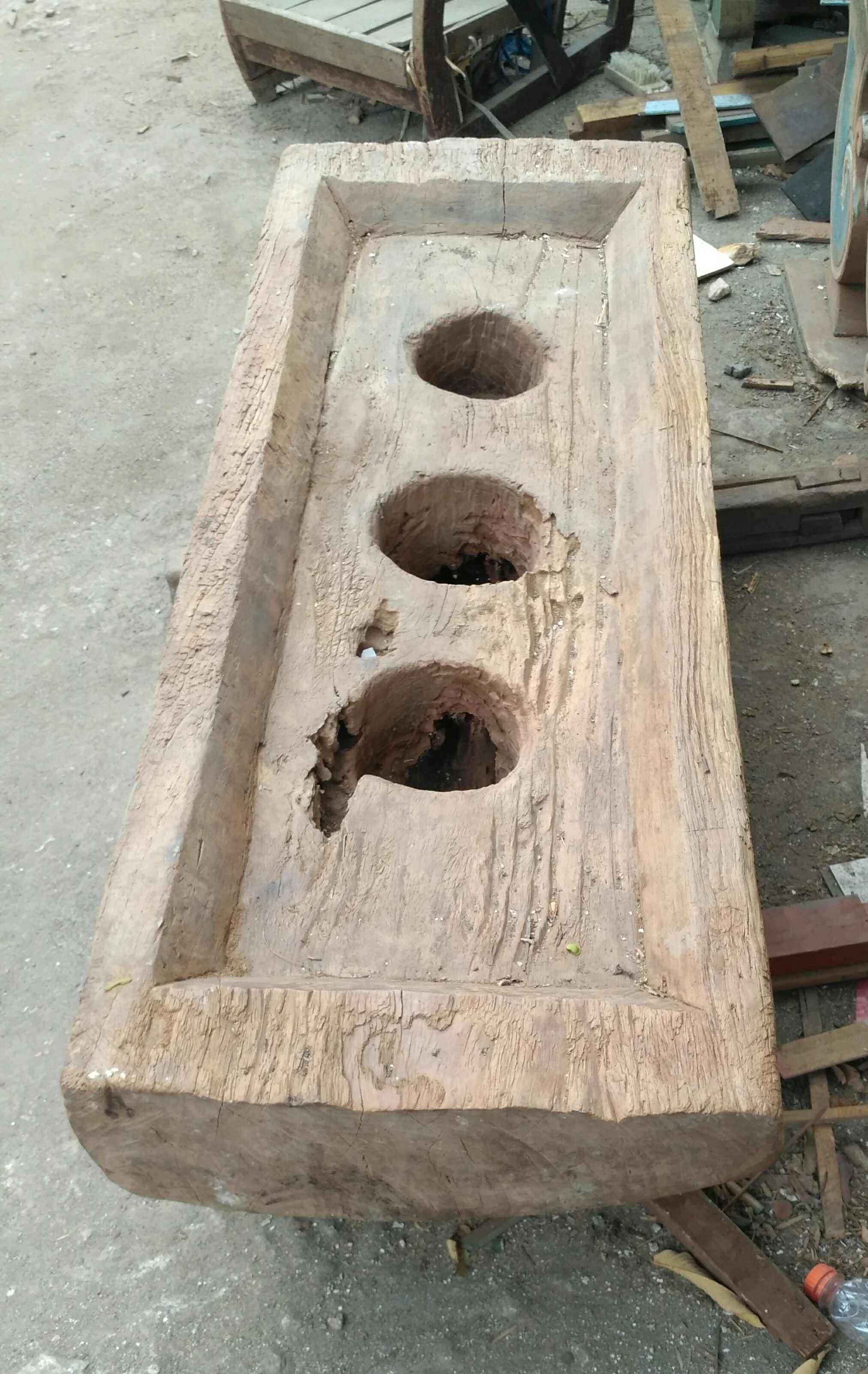
Mortiers domestiques creusés dans un tronc d'arbre (Timor, Indonésie)
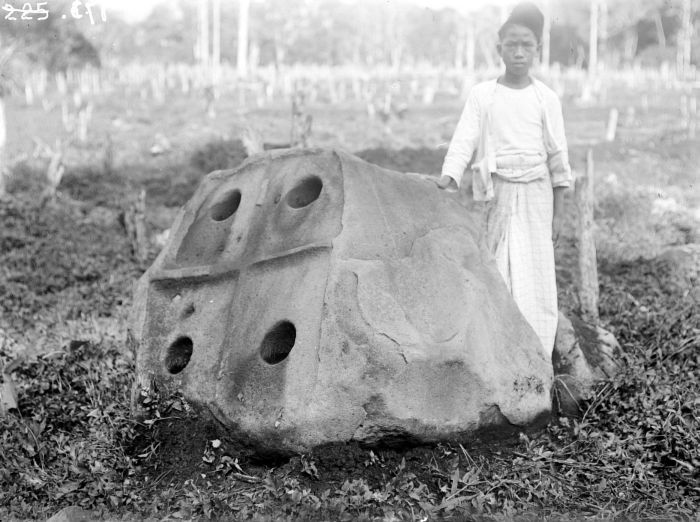
Mortiers domestiques en Indonésie
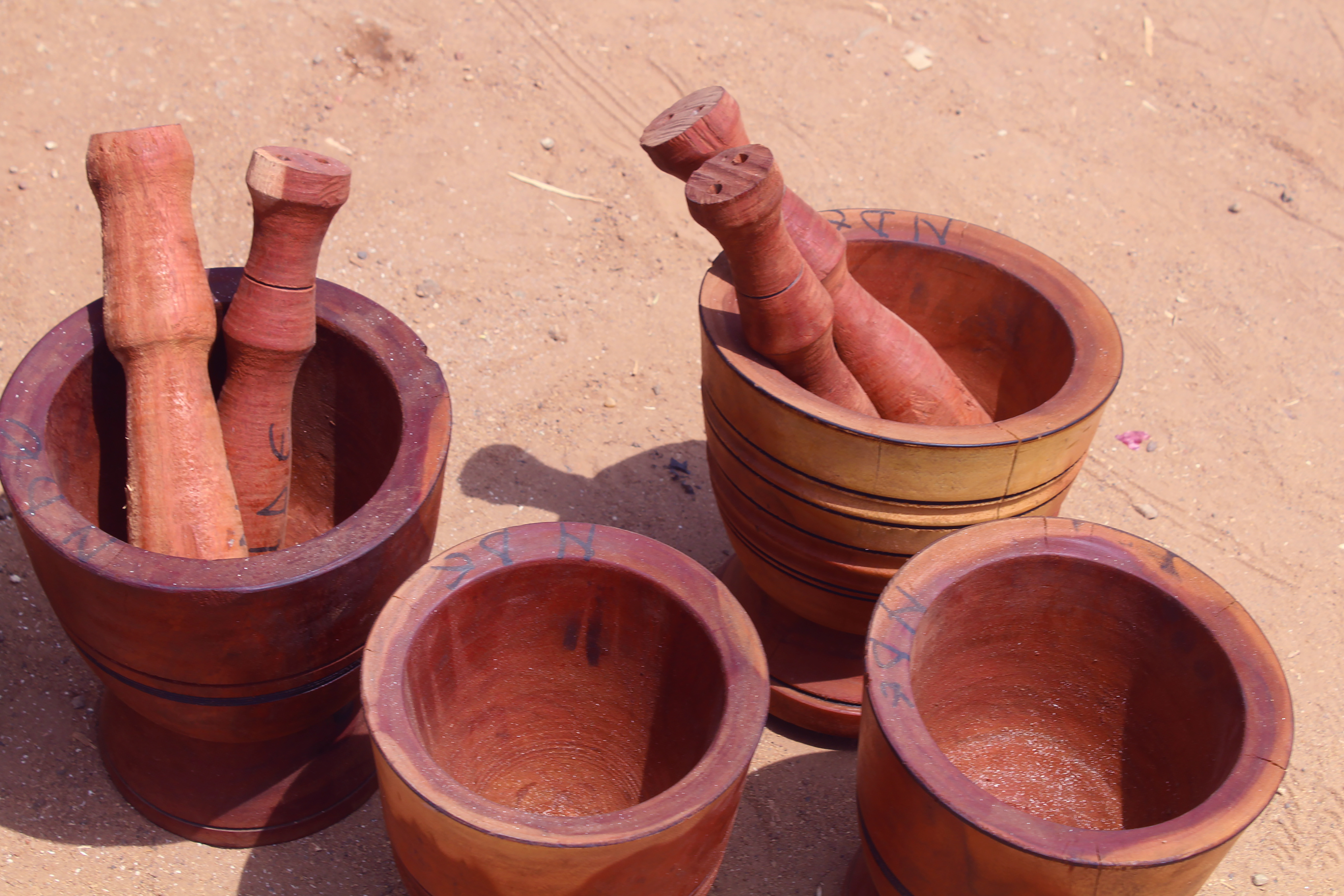
Mortiers et pilons
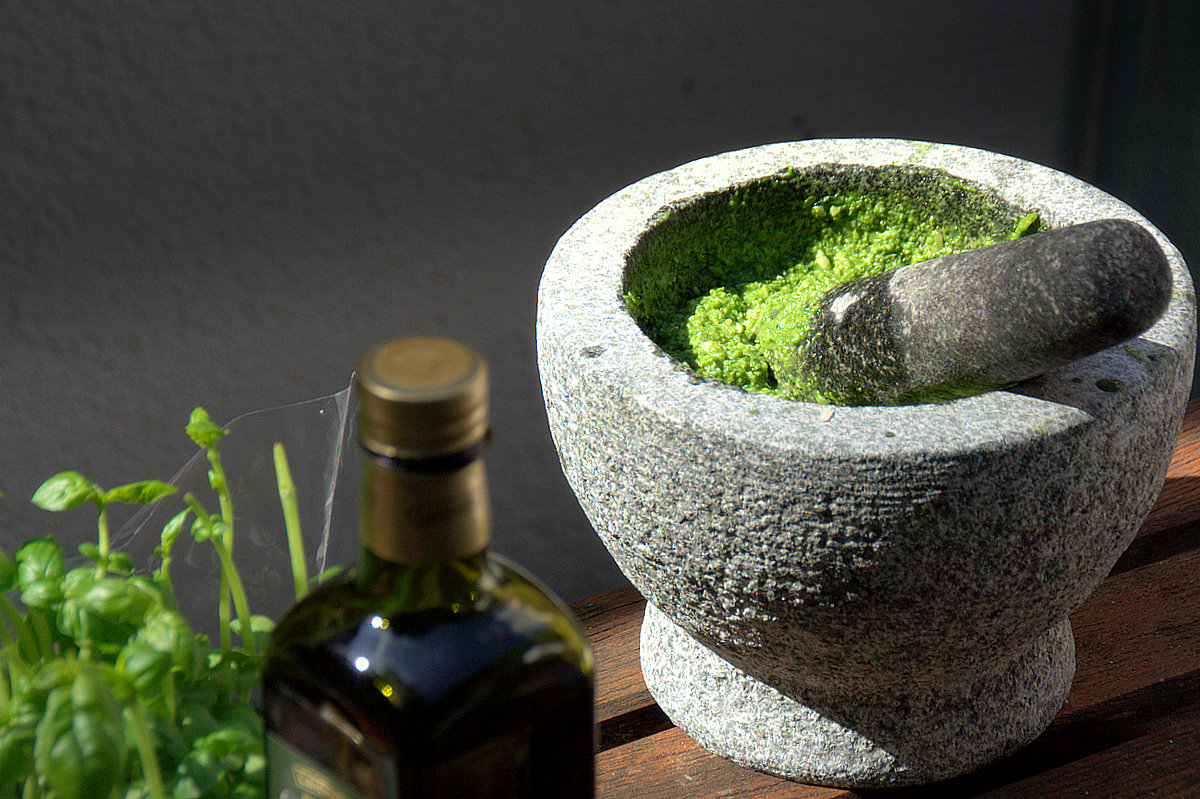
Fabrication de pesto dans un mortier en pierreVoici 10 recette avec le mortier et pilon
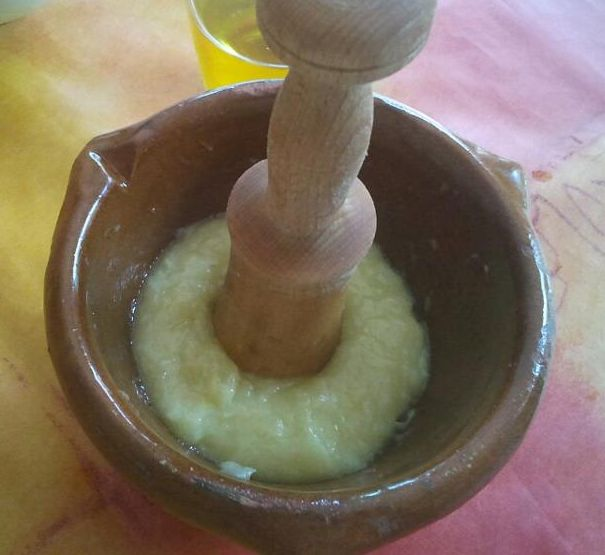
Fabrication d'aïoli dans un mortier en céramique

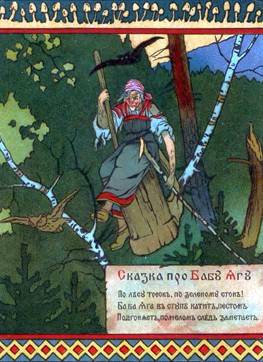
Baba Yaga, dessin de Boris Zvorykine (1872-1945 env.).

## Culture

### Instruments de musique
Le mortier peut servir d'instrument de musique, formant un intéressant développement de l'ethnomusicologie que l'on retrouve dans les sociétés traditionnelles actuelles comme chez les Touaregs modernes où des mortiers culinaires sont, le temps d’une soirée, utilisés comme instruments de musique en position retournée et recouverts d’une peau,. Au Sénégal, les femmes sérère pratiquent les « conversations entre mortiers ».
À Malaita, dans l'archipel des Salomon, les hommes pratiquent en groupe le pilonnage du taro dans des mortiers et cette opération est accompagnée de « chants de pilonnage ». Dans le nord de l'île les mortiers sont en forme de pirogue ; au sud, ils sont circulaires.
Le mortier est utilisé pour créer de la musique en même temps que pour un rôle symbolique dans les rites de pluie en Chine.

### Cérémonies
Les mortiers peuvent être des instruments cérémoniels ou faire partie de processus d'alchimie.

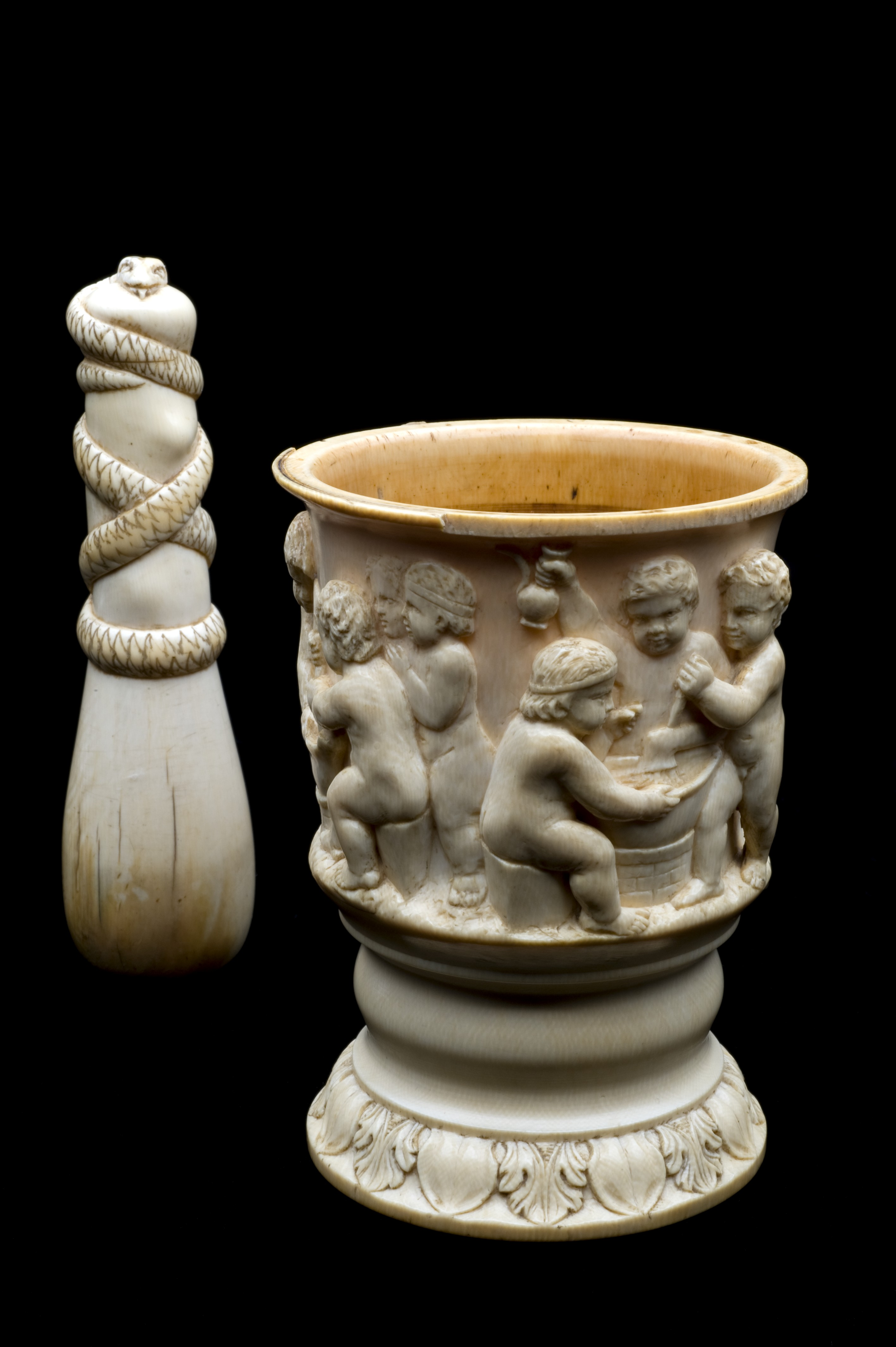
Mortier en ivoire, gravé de scènes alchimistes et de chérubins (XVIe ou XVIIe siècle)
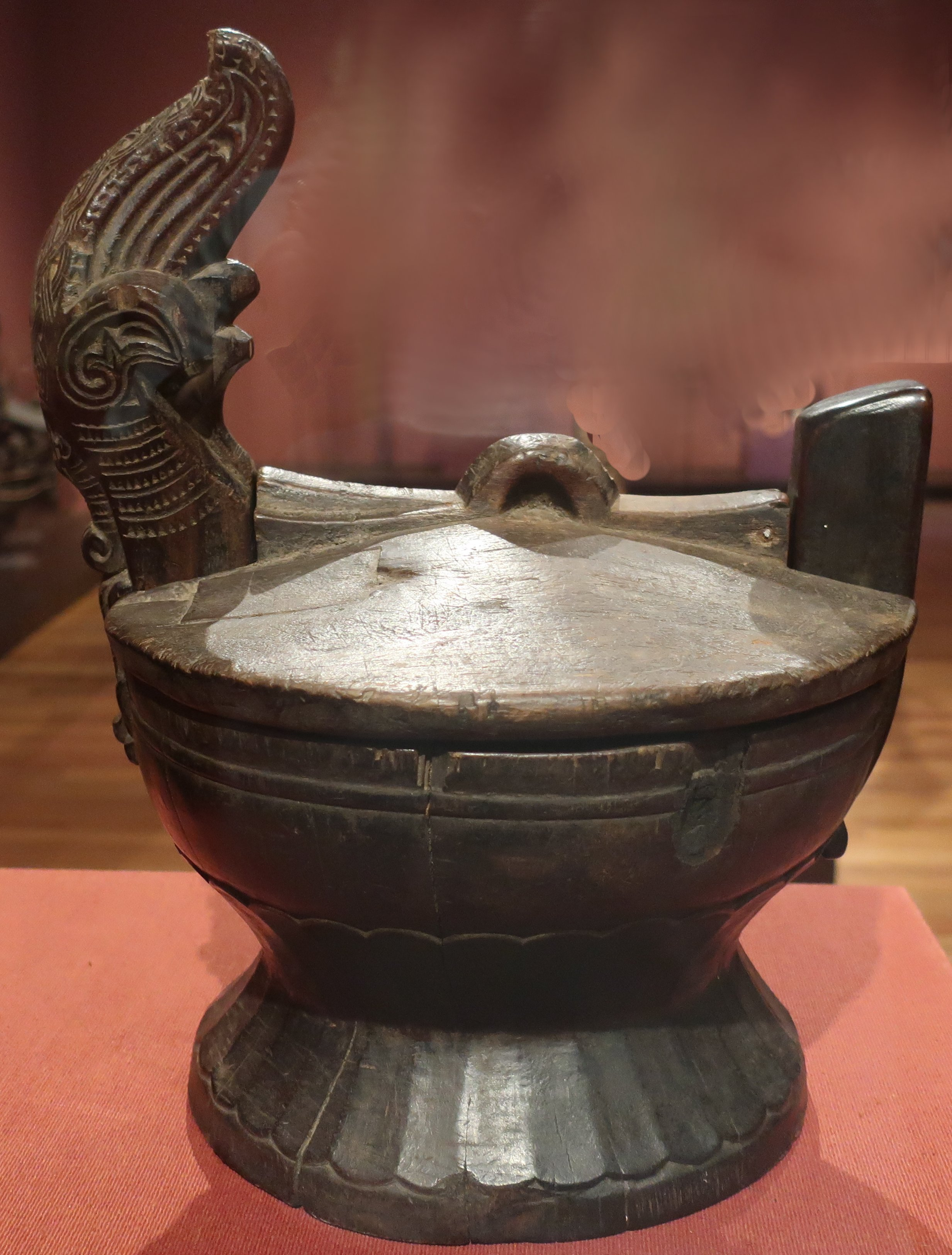
Mortier cérémoniel (Honolulu, Hawaï)

Dans les environs de Mont Hagen en Nouvelle-Guinée, d'anciens mortiers en pierre sont retrouvés dans la brousse ou au cours mise en culture de la terre ou lors de défrichements. Ils sont considérés comme objets sacrés à cause de leur existence et de leur aspect insolites, et en relation avec la santé, la fécondité et la fertilité : la pierre ronde qui joue le rôle de pilon est vue comme l'« enfant » du mortier ; dans le golfe de Huon mortier et pilon peuvent être interprétés comme symboles des organes mâle et femelle des divinités. Les populations locales (district de Morobé mais aussi ailleurs) n'en fabriquent pas et ignorent même son usage pratique. De nombreux mortiers sont ornés de motifs divers, qui présentent souvent une grande ressemblance avec les motifs ornant les têtes en pierre des massues. Comme la colonisation des terres situées à plus de 1 800 m d'altitude n'a pu être possible qu'après l'introduction de la patate douce, on suppose que la fabrication des mortiers a cessé avec l'arrivée de ce tubercule vers le XVIe siècle. L'utilisation de ces mortiers pourrait être liée au mode de culture sur mottes quadrillées par des canaux d'irrigation, qui remonte au IVe siècle av. J.-C.

### Littérature
Dans les contes populaires russes, la sorcière Baba Yaga se déplace dans un mortier.